# Ладлоу (Мен)
Ладлоу (англ. Ludlow) — місто (англ. town) в США, в окрузі Арустук штату Мен. Населення — 434 особи (2020).

## Демографія
Згідно з переписом 2010 року, у місті мешкали 404 особи в 177 домогосподарствах у складі 118 родин. Було 224 помешкання
Расовий склад населення:
| - 94,8 % — білих - 4,2 % — корінних американців - 0,5 % — азіатів - 0,2 % — чорних або афроамериканців |

До двох чи більше рас належало 0,2 %. Частка іспаномовних становила 0,2 % від усіх жителів.
За віковим діапазоном населення розподілялося таким чином: 19,8 % — особи молодші 18 років, 61,4 % — особи у віці 18—64 років, 18,8 % — особи у віці 65 років та старші. Медіана віку мешканця становила 47,5 року. На 100 осіб жіночої статі у місті припадало 101,0 чоловіків;  на 100 жінок у віці від 18 років та старших — 101,2 чоловіків також старших 18 років.
Середній дохід на одне домашнє господарство  становив 65 526 доларів США (медіана — 55 000), а середній дохід на одну сім'ю — 77 770 доларів (медіана — 61 705). Медіана доходів становила 42 500 доларів для чоловіків та 33 438 доларів для жінок. За межею бідності перебувало 13,3 % осіб, у тому числі 14,4 % дітей у віці до 18 років та 7,2 % осіб у віці 65 років та старших.
Цивільне працевлаштоване населення становило 251 особа. Основні галузі зайнятості: освіта, охорона здоров'я та соціальна допомога — 24,7 %, роздрібна торгівля — 17,5 %, виробництво — 13,9 %.